# Cosmo (Film)
Cosmo (Originaltitel Bad Channels) ist ein US-amerikanischer Horror-Science-Fiction-Film von Ted Nicolaou aus dem Jahr 1992. Charles Band war für das Drehbuch und die Produktion zuständig.

## Handlung
Dan O’Dare ist DJ beim lokalen Radiosender Superstation 66. Die von ihm auf Rockmusik umstrukturierte Radiosendung ist ein großer Erfolg und kann eine gewisse Reichweite vermelden. Leider ist Dan O’Dare für seine übertriebene Art bekannt und wird gemeinhin als Lügner abgestempelt. Eines Abends landen Aliens in der Nähe des Radiosenders und nehmen den als Frauenheld bekannten Dan O’Dare als Geisel.
Über dessen Radiosendung lockt der Anführer der Aliens, Cosmo, attraktive Frauen in das Studio des Radiosenders, um sie anschließend auf seine Größe schrumpfen zu lassen und auf seinen Planeten zu entführen. Schließlich erfährt Dan, dass die Außerirdischen leicht mit ganz normalem Desinfektionsspray vernichtet werden können. Die in Gläsern gefangenen Frauen lassen sich durch das Bewegen des grünen Hebels wieder auf ihre eigentliche Körpergröße bringen. Lediglich eines der letzten Opfer, Nurse Ginger, bleibt auf Puppen-Größe.
Am Ende des Films sieht man, wie ein weiterer Außerirdischer Richtung Erde unterwegs ist, um ebendiese Frau zu finden.

## Hintergrund
Der Film erschien direkt für den Videoverleih. Im Film Tod im Spielzeugland aus dem Jahr 1993 wird die Geschichte der gegen Ende des Films geschrumpften Nurse Ginger weitererzählt. Die US-amerikanische Hardrock-Band Blue Öyster Cult steuerte den Soundtrack zum Film bei.

## Kritik
„[...] Anfangs eine leidlich witzige Komödie, die jedoch ihre Grundidee, die Ohnmacht der sonst so allmächtigen Medien zu demonstrieren, durch Wiederholung der gleichen Gags zu Tode reitet.“